# RK Spačva Vinkovci
Rukometni klub Spačva Vinkovci (Spačva) je muški rukometni klub iz Vinkovaca, Vukovarsko-srijemska županija. U sezoni 2019./20. prva momčad kluba je osvojila 5. mjesto u hrvatskoj "Premijer ligi", i prvi puta u povijesti kluba plasirala se u EHF Europsku ligu 2020./21. .
RK Spačva Vinkovci od sezone 2011./12. redoviti je član najelitnijeg ranga Hrvatskog rukometa, a zadnje 4 godine sudionik je doigravanja za prvaka Hrvatske.
Od svog ulaska u Premijer ligu, često završava visoko plasirana na tablici od 3. do 6. mjesta.
U sezoni 2019./2020. seniori su ostvarili povijesni uspjeh kluba izborivši nastup u EHF European League (Europskoj ligi) što je jedan od najvećih uspjeha vinkovačkog sporta i to u godini kada RK Spačva Vinkovci slavi 70 godina postojanja i igranja rukometa u Vinkovcima.
RK Spačva-Vinkovci  trenutno broji 200-ak članova koji nastupaju u službenim ligama HRS-a u 8 uzrasnih kategorija, a koje vode školovani i licencirani treneri. Uspjeh vinkovačke rukometne škole zasigurno potvrđuje nastup kadeta u 1. HRL u sezoni 2019/2020. te ostvareni rezultati na međunarodnim natjecanjima Hrvatskoj i inozemstvu.
Svakako da ove zlatne stranice povijesti RK Spačva-Vinkovci teško bile ispisane bez doprinosa Mirka Mečić (predsjednika kluba) i Josipa Mečić (trenera 1. momčadi). 
RK „Spačva“ Vinkovci je uspješan provoditelj programa „Volim rukomet“ kojeg sufinancira Europska unija, te je uspješan organizator međunarodnog turnira u rukometu pod nazivom „Aurelia Cibalae“ koji svake godine broji nekoliko stotina sudionika.

## O klubu
Rukomet je u gradu na Bosutu došao davne 1950. godine kada je osnovan RK „Lokomotiva“ Vinkovci. Nasljednik „RK „Lokomotiva“ Vinkovci bio je RK „Croatia“ Vinkovci koji 1994. godine mijenja naziv u RK „Novoselac“ Vinkovci. 
RK „Novoselac“ Vinkovci  je postavio temelje za rezultate koje klub danas ostvaruje. Seniori kluba pod vodstvom trenera Slobodna Pekića brzo su iz  3. HRL – Istok izborili nastup u 2. HRL – Sjever, a nakon toga 1998. godine uspjeli ući u 1. B HRL gdje su se zadržali samo jednu sezonu. Nakon ispadanja iz 1. B HRL seniori kluba nastavljaju igrati u  2. HRL – Sjever, a nakon reorganizacije lige  u 3. HRL – Istok.
2004. godine RK „Novoselac“ Vinkovci mijenja ime u RK Spačva Vinkovci  i već 2005. godine seniori kluba se plasiraju u 2. HRL - Sjever. U sezoni 2008./09. funkciju glavnog trener preuzeo je Josip Mečić te se u sezoni 2009./10. postiže odličan rezultat završivši sezonu na drugom mjestu 2. lige – Sjever koje je donijelo kvalifikacije za mjesto u Prvoj hrvatskoj rukometnoj ligi, odnosno drugom rangu natjecanja u Hrvatskoj. U sezoni 2009./10. u intenzivan rad kluba se priključio Mirko Mečić kao tehnički direktor kluba.
Vinkovčanima na putu do 1. jedinstvene Hrvatske rukometne lige stajao je veliki RK Metković koji je tada poklekao pred mladom Vinkovačkom momčadi koju je odlično vodio trener Josip Mečić. U to vrijeme bila je to prvorazredna senzacija, a da to nije bilo slučajno pokazalo se u sezoni 2010./11. kada je vodio vinkovčane u 1. jedinstvenoj hrvatskoj rukometnoj ligi gdje je izuzetnim zalaganjem i velikom borbom zauzeto drugo mjesto na tablici koje odvodi RK Spačvu Vinkovci u najelitiniji rukometni razred u Hrvatskoj. To je bio do tada najveći uspijeh vinkovačkog rukometa.
U sezoni 2011./12. došlo je do promjene predsjednika kluba. Mirko Mečić preuzeo je ulogu predsjednika kluba od g. Josipa Šarić koji je napravio izuzetan posao u vremenu provedenom u klubu.  
Uspijeh plasmana u Premijer ligu u to vrijeme je još veći zbog činjenice da su Vinkovci bili kao rukometna sredina zaboravljeni, a u samom klubu je postojala siromašna infrastruktura i kao takav klub je uvelike zaostajao za drugim rukometnim sredinama u Hrvatskoj. Unatoč svim crnim prognozama i realnom stanju najviše zahvaljujući nestvarnom entuzijazmu klub se odupro svim nevoljama i u Premijer ligaškoj sezoni 2011./12. RK Spačva Vinkovci završava na 5. mjestu. Redom su u Vinkovcima padala velika imena Hrvatskog rukometa, te su se Vinkovci ponovno našli na rukometnoj karti. Godine 2012. osnovana je škola rukometa s ciljem prenošenja rukometnih vještina i znanja na mlade generacije. 
Rukometna škola kontinuirano raste i razvija zajedno s klubom te danas okuplja veliki broj djece i mladih te kao takva osim baze igrača za klub pridonosi zdravom načinu života i socijalizaciji djece i mladih. Neizimjeran je to doprinos u odgoju brojnih generacija kojima je vrijeme provedeno u klubu pozitivno utjecalo na razvoj brojnih vještina i zdravih navika. 
Od ulaska u najelitniji rang Hrvatskog rukometa, RK Spačva Vinkovci već 9 uspješnih sezona ostvaruje napredak u vidu rezultata, statusa kluba i prepoznatljivosti grada Vinkovaca te uz redovno sudjelovanje u doigravanju za prvaka Hrvatske ove godine postiže najveći sportski uspijeh u povijesti kluba i grada Vinkovaca plasiranjem u Europsku ligu (EHF European League) i to na 70. rođendan kluba. 

## Uspjesi
Sezona 2019./20. - Plasman u EHF Europsku ligu

## Poveznice
- rk-spacva.hr - službene stranice  Arhivirana inačica izvorne stranice od 19. kolovoza 2018. (Wayback Machine)
- RK Spačva, facebook stranica
- sportilus com, Rukometni klub Spačva Vinkovci
- hrs.hr, Spačva Vinkovci, rezultati kluba  Arhivirana inačica izvorne stranice od 22. kolovoza 2018. (Wayback Machine)